# Chris Brasher
Christopher William "Chris" Brasher (21. srpna 1928, Georgetown v tehdejší Britské Guyaně, dnes Guyana – 28. února 2003 Chaddleworth) byl britský atlet, olympijský vítěz v běhu na 3000 metrů překážek.

## Sportovní kariéra
Studoval na Cambridge. Na olympiádě v Helsinkách v roce 1952 skončil 11. na 3000 metrů překážek. V roce 1954 pomáhal jako vodič Rogeru Bannisterovi při překonání bariéry 4 minut na 1 míli.
Na olympiádě v Melbourne v roce 1956 zvítězil v běhu na 3000 metrů překážek v novém olympijském rekordu 8:41,2. Krátce po tomto vítězství ukončil své atletické působení a věnoval se (jako jeden z prvních ve Velké Británii) orientačnímu běhu. Pracoval jako sportovní novinář, byl rovněž jedním z iniciátorů Londýnského maratonu.